# Onorato Damen
Onorato Damen (Monte San Pietrangeli, 4 dicembre 1893 – Milano, 14 ottobre 1979) è stato un politico italiano, comunista rivoluzionario e internazionalista.

## Biografia
Militò giovanissimo nelle file del PSI, conducendo le sue prime battaglie contro il riformismo. Poco più che ventenne, allo scoppio della prima guerra mondiale, fu inviato al fronte con il grado di sergente. Alla fine delle ostilità fu degradato a soldato semplice, in seguito a una condanna a due anni di carcere militare inflitta dal Tribunale di guerra per disfattismo. Tornato in libertà, nel 1919, riprese l'attività politica, scrivendo sul periodico socialista di Fermo, La Lotta. In seguito collaborò con la Camera del Lavoro (CdL) di Bologna e fu poi segretario del comitato comunale delle leghe di Granarolo dell'Emilia (Bologna). Sostenne fermamente le posizioni della Sinistra Comunista Italiana, che portarono alla fondazione del PCd'I. In quel periodo, come segretario della CdL di Pistoia e responsabile del periodico l'Avvenire, divenne prima il bersaglio dei giudici e dei poliziotti, e poi dei fascisti. Per questo motivo, il partito ritenne opportuno trasferirlo clandestinamente in Francia, come rappresentante del PCd'I presso il Bureau Politique del Partito Comunista Francese (PCF). Fu responsabile dell'edizione italiana dell'Humanité, istituita in seguito alla crescente affluenza di comunisti italiani, costretti all'esilio dal regime.
Nel 1924, rientrato in Italia, fu eletto deputato nella circoscrizione di Firenze. Nel frattempo, diveniva sempre più netta la frattura tra la nuova direzione imposta da Mosca e la minoranza dei militanti che, come Damen, aderivano all'indirizzo sul quale era stato costituito il Partito. Nel 1925, con Luigi Repossi e Bruno Fortichiari, fu tra i promotori del Comitato di Intesa, nel tentativo di difendere le posizioni della Sinistra, di fronte a un'offensiva del centro che non lesinava i peggiori sotterfugi per contrabbandare il nuovo opportunismo. L'8 novembre del 1926, insieme a quasi tutti i parlamentari comunisti, fu arrestato e confinato a Ustica. Fu poi condannato dal Tribunale speciale per la difesa dello Stato (1926-1943) a 12 anni di reclusione, di cui 7 scontati nei reclusori di Saluzzo, Pallanza, Civitavecchia (dove organizzò una rivolta carceraria) e Pianosa.
Nel 1929 fu espulso dal Partito, con la maggior parte degli esponenti della Sinistra. Con l'amnistia del “decennale” fu scarcerato, ma solo alla fine del 1933 e, per 5 anni, fu inviato in soggiorno obbligato a Cantù, in Brianza. Considerato “irriducibile” e sospettato di svolgere attività comunista, fu nuovamente arrestato nel 1935 e nel 1937 subì più volte il fermo di polizia, in rapporto agli avvenimenti di Spagna. Con l'entrata in guerra dell'Italia (giugno 1940), fu inviato al confino fino alla caduta del regime fascista.
In quel drammatico periodo, ebbe un ruolo di primo piano nella fondazione del Partito Comunista Internazionalista, denunciando il carattere imperialistico di entrambi i fronti, di quello nazi-fascista e di quello democratico. Nel clima della Liberazione rischiò di pagare a caro prezzo questa sua attività controcorrente. Palmiro Togliatti e il PCI lo accusarono di “sabotaggio al servizio della Gestapo” e chiesero al CLN la sua condanna a morte, dalla quale Damen si salvò solo grazie alla sua indiscussa dirittura morale, e al fatto che riscuoteva una diffusa stima, anche in ambienti politicamente distanti. Malgrado un iniziale riscontro in molti ambienti proletari, i comunisti internazionalisti dovettero affrontare crescenti difficoltà che, nel clima della guerra fredda, del bipolarismo USA-URSS e della demagogia nazional-popolare del PCI di Togliatti e Giuseppe Di Vittorio riducevano sempre di più gli spazi della loro attività.
Emersero quindi divergenze, prima pratiche poi teoriche, riguardanti la natura sociale dell'URSS, le prospettive della fase in corso, l'organizzazione e il ruolo del Partito e dei sindacati. La linea rappresentata da Damen, condivisa e promossa da Lecci, Ferragni e Bottaioli, sosteneva inoltre che la situazione potesse avere una rapida evoluzione, alla quale occorreva prepararsi rafforzando il Partito e facendosi parte attiva nei movimenti di lotta proletaria. A questa tendenza, definita “attivista”, si opposero Amadeo Bordiga e Bruno Maffi (tendenza definita “attesista”), i quali, ritenendo che i tempi per la ripresa rivoluzionaria fossero lontani, privilegiavano la riflessione teorica per “restaurare” il marxismo, senza peraltro trascurare l'impegno nelle lotte.
Al Secondo congresso del Partito (Milano, 1952), avvenne la separazione: la tendenza di Damen conservò le testate storiche (Battaglia Comunista e Prometeo), mentre l'altra tendenza iniziò la pubblicazione del quindicinale il programma comunista. Dopo la scissione, le reciproche posizioni si definirono ancor più nettamente. In particolare, riprendendo le tesi di Rosa Luxemburg sulla questione nazionale e coloniale, Damen rifiutò l'appoggio ai movimenti di liberazione nazionale che, in quegli anni, dominavano la scena politica internazionale, cercando di delimitarsi dal cosiddetto terzomondismo. Damen fu sempre molto disponibile al confronto, e a volte anche alla collaborazione, con altre formazioni politiche della Sinistra comunista, come Socialisme ou Barbarie, il gruppo statunitense News and Letters, animato da Raja Dunayevskaya, Fomento Obrero Revolucionario (FOR) di Grandizo Munis, Azione Comunista di Bruno Fortichiari e Arrigo Cervetto, Unità Proletaria di Danilo Montaldi. Questo atteggiamento ebbe positivi sviluppi soprattutto sul piano internazionale, contribuendo a una maggiore conoscenza delle reciproche esperienze e posizioni e favorendo una sedimentazione teorica, che consentì di affrontare con una bussola marxista le infatuazioni politiche degli anni Settanta.
Accanto al confronto e alla riflessione teorica, Damen mantenne vivo un costante impegno militante, che lo vide sempre in prima linea sul fronte di classe. Nei suoi ultimi anni di vita partecipò a conferenze e incontri con altre formazioni della Sinistra comunista internazionale; iniziative che aveva fortemente sostenuto, nella prospettiva della futura internazionale rivoluzionaria.